# بندوک (میناب)
بندوک، روستایی در دهستان توکهور بخش توکهور شهرستان میناب در استان هرمزگان ایران است.

## جمعیت
بر پایه سرشماری عمومی نفوس و مسکن در سال ۱۳۹۵، جمعیت این روستا برابر با ۶۲۱ نفر (۱۵۶ خانوار) بوده‌است.